# Caio Sêncio Saturnino
Caio Sêncio Saturnino (em latim: Gaius Sentius Saturninus), dito o Velho ou Maior, foi um senador e comandante militar romano eleito para o consulado em 19 a.C.. Sêncio era um homem novo e descendente de uma família senatorial de Atina, no Lácio. Seu pai era um senador aliado de Pompeu e serviu como enviado dele junto a Marco Antônio na Grécia em 40 a.C., mas, em algum momento depois disto, desertou para o lado de Otaviano.

## Início da carreira
Nada se sabe sobre os primeiros anos da carreira de Sêncio Saturnino, exceto que ele era militar. Em 19 a.C., ele foi eleito cônsul com Quinto Lucrécio Vespilão. Durante seu mandato, foi forçado a intervir para evitar a candidatura do demagogo Marco Egnácio Rufo, que foi preso e executado. Por volta de 14 ou 13 a.C., Saturnino foi nomeado procônsul da África.

## Síria
Entre 9 e 7 a.C., Saturnino serviu como legado augusto propretor (governador imperial) da província romana da Síria. Durante seu mandato, Saturnino se viu envolvido nas intrigas da família herodiana. Seguindo instruções de Augusto, Saturnino convocou um concílio a ser realizado na cidade de Berito para decidir sobre acusações de traição feitas por Herodes, o Grande, contra seus filhos Aristóbulo e Alexandre. Com o apoio de seus assessores, entre os quais os seus três filhos, que serviam como legados do pai, Saturnino sugeriu um veredito de perdão. Porém, o procurador votou contra os filhos de Herodes e a maioria do concílio concordou com ele, o que resultou na prisão e execução dos filhos de Herodes.
Segundo Tertuliano (c. 160–225), Jesus nasceu quando Sêncio Saturnino era legado da Síria romana, o que, em combinação com outras fontes, sugere que ele teria nascido por volta de 8 ou 7 a.C.. Não havia um procurador romano na Judeia nesta época, o que só aconteceu depois do banimento de Arquelau, outro filho de Herodes, da região em 6 d.C.. Alguns estudiosos, como Ronald Syme, discordam desta datação e propõem uma data mais recente, 4 a.C., para o nascimento.

## Germânia
Depois de seu posto na Síria, Sêncio Saturnino pode ter assumido um comando militar na Germânia depois que Tibério deixou a região em 7 a.C.. É certo, porém, que em 4 d.C. ele substituiu Marco Vinício na Germânia e pelos dois anos seguintes serviu sob o comando geral de Tibério. Neste período Saturnino foi agraciado com a ornamenta triumphalia. Sua última campanha na Germânia foi em 6 d.C., quando ele marchou de Mogúncia para se encontrar com Tibério, que vinha marchando de Carnunto, para enfrentarem juntos o rei Marobóduo e os marcomanos. Porém, a Grande Revolta Ilíria forçou o retorno dos dois. Saturnino foi em seguida substituído pelo infame Públio Quintílio Varo.
Descrito como energético e corajoso por Marco Veleio Patérculo, Sêncio Saturnino era também membro dos quindecênviros dos fatos sagrados.

## Família
Saturnino teve três filhos, dois dos quais chegaram ao consulado, Caio Sêncio Saturnino, cônsul em 4 d.C., e Cneu Sêncio Saturnino, cônsul no ano seguinte. Seu terceiro filho, Lúcio Sêncio Saturnino, desapareceu dos registros depois do mandato do pai na Síria, motivo pelo qual se pressupõe que tenha morrido.